# Шкворецкий, Йозеф
Йо́зеф Шкво́рецкий (чеш. Josef Škvorecký; 27 сентября 1924, Наход — 3 января 2012, Торонто) — чешский и канадский писатель.

## Биография
В 1943 году окончил гимназию в родном городе. Два года провёл на принудительных работах на заводе компании «Мессершмитт». После войны закончил Карлов университет, сначала медицинский факультет, затем факультет литературы и искусства, где изучал английский язык и философию, защитил кандидатскую диссертацию по американской социальной философии в 1951 году. Отслужил в армии (1952—1954). Играл на саксофоне в любительском ансамбле «Red Music». Преподавал, переводил, работал в Государственном издательстве художественной литературы (англо-американская редакция). Первые сочинения, отмеченные сатирой и гротеском, вызвали резкие идеологические нарекания, были не допущены цензурой к публикации, издания конфисковались и т. д. Написал несколько киносценариев, два из них поставил Иржи Менцель. После вооружённого подавления Пражской весны Шкворецкий вместе с женой, актрисой Зденой Саливаровой, эмигрировал в США, работал в Корнеллском университете, университете Беркли.
Позже супруги переехали в Торонто (Канада). В 1971 году они основали «Издательство 68», где публиковали книги чешских и словацких диссидентов и эмигрантов (М. Кундеры, В. Гавела, Л. Вацулика, П. Когоута, И. Блатны, И. Дивиша и других). Шкворецкий преподавал в Торонтском университете, в 1990 году вышел в отставку. В 1973—1990 годах вёл регулярные передачи о литературе на радиостанции «Голос Америки».
Автор нескольких книг по истории джаза. Переводил с английского (Г. Джеймса, Э. Хемингуэя, У. Фолкнера, У. Стайрона, Р. Брэдбери, Д. Хэммета, Р. Чандлера и других). Книги Шкворецкого переведены на многие языки мира, на английском языке издано собрание его сочинений в 19 томах.
Скончался от рака 3 января 2012 года в Торонто.

## Избранные произведения

### Повести и романы
- Конец нейлонового века (1956, опубл. 1967)
- Малодушные (1958)
- Легенда об Эмеке, повесть (1963, рус. пер. 1999)
- Бас-саксофон, повесть (1967)
- Львёнок (Прошлое мисс Сильвер, 1968, издание конфисковано, опубл. в Канаде в 1974)
- Танковый батальон (1969, издание конфисковано, опубл. в Канаде в 1971)
- Чудо (1972)
- Смерть поручика Борувки (1975)
- Инженер человеческих душ (1977)
- Возвращение поручика Борувки (1980)
- Скерцо каприччиозо (Влюбленный Дворжак, 1983)
- Невеста из Техаса (1992)

### Эссе
- Читая детективы (1965)
- О них и о нас (1968, об американских писателях)
- Франц Кафка, джаз и другие маргиналии (1988)

### Публикации на русском языке
- Чёрный Пётр. Рассказы и повести современных чешских писателей. — СПб.: Академический проект, 2001.
- Конец нейлонового века. — М.: Эксмо, 2004.
- Рассказы. — Минск: Литература и искусство, 2004.
- Два убийства в моей двойной жизни. — М.: Известия, 2005.
- Львенок. — М.: МИК, 2006.
- Необъяснимая история. — М.: АСТ, 2007.
- [lib.ru/INPROZ/SHKWORECKIJ/legenda.txt Легенда Эмеке]. / Перевод Викт. Коваленина.
- [lib.ru/INPROZ/SHKWORECKIJ/bas.txt Бас-саксофон]. / Перевод Викт. Коваленина.
- Семисвечник. / Перевод Викт. Коваленина.
- Конец нейлонового века. / Перевод Викт. Коваленина.

### Фильмография
Более 20 фильмов сняты по произведениям или сценариям писателя, в том числе:
- 1968 — Преступление в кафе-шантане
- 1969 — Конец священника / Farářův konec — автор сценария

Писатель как актёр трижды появлялся в фильмах на эпизодических ролях:
- 1966 — О торжестве и гостях / O slavnosti a hostech — гость
- 1968 — Преступление в кафе-шантане / Zlocin v santánu — ректор
- 1969 — Конец священника / Farářův konec — профессор в телепередаче

## Признание
- Нейштадтская литературная премия (1980)
- Стипендия Гуггенхайма (1980)[3]
- Премия генерал-губернатора Канады (1984)
- Государственная премия Чешской Республики (1999)
- Орден Белого льва (Чехословакия, 1990)
- Орден Канады (1992)
- Орден искусств и литературы (Франция, 1996)

Почетный доктор ряда университетов Европы, Канады и США. Номинировался на Нобелевскую премию.